# Discreet Music
Discreet Music je studiové album britského hudebníka Briana Ena, vydané v listopadu 1975 u vydavatelství E.G. Records. Jde o jeho první výhradně ambientní album (již album No Pussyfooting z roku 1973 bylo kompletně ambientní, ale Eno jej nahrál spolu s Robertem Frippem a nevyšlo tak výhradně pod jeho jménem).

## Seznam skladeb
1. „Discreet Music“ – 30:35
2. „Fullness of Wind“ – 9:57
3. „French Catalogues“ – 5:18
4. „Brutal Ardour“ – 8:17

## Obsazení
- Brian Eno – syntezátory, klávesy
- Gavin Bryars – aranžmá, dirigent
- The Cockpit Ensemble – různé nástroje